# 3014 Huangsushu
3014 Huangsushu је астероид главног астероидног појаса чија средња удаљеност од Сунца износи 2,364 астрономских јединица (АЈ).
Апсолутна магнитуда астероида је 13,0.